# 神奈川県道715号栢山停車場塚原線
神奈川県道715号栢山停車場塚原線（かながわけんどう715ごう かやまていしゃじょうつかはらせん）は、神奈川県小田原市と南足柄市を結ぶ一般県道。
小田急小田原線栢山駅から西へ向かい、神奈川県道74号小田原山北線に接続する。

## 概要
- 総延長：1.8km
- 起点：小田原市栢山 小田急小田原線栢山駅前（神奈川県道720号怒田開成小田原線接続）
- 終点：南足柄市塚原 山崎交差点（神奈川県道74号小田原山北線接続）
- Google マップ

## 通過する自治体
- 小田原市 - 南足柄市

## 交差・接続する道路・鉄道路線
- 神奈川県道720号怒田開成小田原線（起点）
- 小田急小田原線
- 伊豆箱根鉄道大雄山線
- 神奈川県道74号小田原山北線（終点）

## 周辺の施設
- 栢山駅
- 栢山駅前郵便局
- 小田原市立桜井小学校
- 小田原市立城北中学校
- Odakyu OX栢山店
- 南足柄市立岡本小学校